# HD 38282
HD 38282 (R144, BAT99-118, Brey 89) — массивная спектрально-двойная звезда в Туманности Тарантул в Большом Магеллановом Облаке. Состоит из двух богатых водородом звёзд Вольфа — Райе.
HD 38282 находится вблизи скопления R136 в центре области NGC 2070 и, возможно, была выброшена из скопления при сближении  с другой массивной двойной системой.
В спектре двойной звезды проявляются оба компонента, являющиеся звёздами класса WNh, очень горячими звёздами с сильными эмиссионными линиями и мощным звёздным ветром.  Орбита звёзд в настоящее время не определена, но период, вероятно, составляет от двух до шести месяцев, возможно больший  при высоком эксцентриситете орбиты. Более горячий компонент имеет меньшую массу.
Оба компонента являются одними из наиболее мощных известных звёзд,  но точное значение параметров звёзд по отдельности неизвестно. Суммарная светимость составляет от 4,5 млн до 10 млн светимостей Солнца.  По некоторым оценкам начальные массы звёзд составляли около 260 M{\displaystyle _{\odot }} и 175 M{\displaystyle _{\odot }}. После уточнения возраста звёзд оценки начальной массы составляют от 90 M{\displaystyle _{\odot }} до 170 M{\displaystyle _{\odot }} для более яркого компонента и от 95 M{\displaystyle _{\odot }} до 205 M{\displaystyle _{\odot }} для более слабого компонента.